# کونیهیرو شیمیزو
کونیهیرو شیمیزو (انگلیسی: Kunihiro Shimizu) (清水 邦 広، متولد ۱۱ اوت ۱۹۸۶) بازیکن والیبال اهل ژاپن، عضو تیم ملی والیبال ژاپن و باشگاه پاناسونیک پانترز است.
مدال طلا بازی‌های آسیایی ۲۰۱۰ و نقره ۲۰۱۴ بازی‌های آسیایی، مدال برنز جام بزرگ قهرمانان جهان و قهرمانی آسیا ۲۰۰۹ مانیل دست‌آوردهای شیمیزو به همراه ژاپن است. او تا به حال با تیم‌های مختلف چهار بار به قهرمانی وی لیگ ژاپن دست‌یافت و دو بار در تورنمنت کوروواشی نیز به عنوان بهترین بازیکن سال ۲۰۰۸ و ۲۰۱۴ انتخاب‌شد. وی در مسابقات قهرمانی آسیا ۲۰۱۵ به عنوان باارزش‌ترین بازیکن آسیا انتخاب‌شد. او هم اکنون باز نشسته تیم ملی والیبال ژاپن به حساب می آید.جایزه: برترین والیبالیست مرد سال ژاپن ۲۰۲۲-۲۰۲۱